# Södermanlands runinskrifter Fv1986;218
Sö Fv1986;218 är en vikingatida runsten av granit i Harby, Kjula socken och Eskilstuna kommun. Fyndplats för runsten Sö Fv1986;218 har RAÄ-nummer 111:2.
Runstenen, som låg i åkern, ca 60 m sydväst om nuvarande uppställningsplats, upptäcktes omkring år 1975, dock utan att någon inskrift observerades. Stenen släpades därför bort ca 300 m åt öst till en fårhage. Runstenen upprestes på sin nuvarande plats 15 oktober 1986.
Sörmlands museum utförde en arkeologisk förundersökning i form av schaktningsövervakning i samband med kabeldragning för jordkabel ca 13 meter sydväst om fyndplats, men inget av antikvariskt värde påträffades.

## Inskriften
Translitterering av runraden:
× kaʀ : reþi sin : eti : bui : uiburk uaʀ : muþʀ :  snuʀ : fatriþ : ----
Normalisering till runsvenska:
Gæiʀʀ ræisti stæin æftiʀ Boa. Viborg vaʀ moðiʀ. [Vaʀ] snoʀ Fastrið(?) ...
Översättning till nusvenska:
Kår  reste  stenen  efter  Boe.  Viborg  var  moder.  Sno(r)  fader(?) ombesörjde.
Inskrift läses med uteslutna förkortningar som × kar/kaʀ : ri<s>þi s<t>in : e<f>ti<ʀ> : bui : uiburk (:) uaʀ : muþ<i>ʀ snuʀ  : faþ (:) riþ. Liknande formulering finns på U 961: ihulfastr | riþ | in | ubia Igulfast ombesörjde, men Öpir (ristade).
Nielsen tyder inskriften som "Ger reste stenen efter Bo. Viborg var (hans) moder. (Var hans) svärdotter Fastridh".
Enligt Magnus Källström, komplicerat flätning är kopierat på närbelägen Sö 91, eller kanske hade stenarna samma ristare.